# Чемпіонат світу з футболу 2022 (кваліфікаційний раунд, УЄФА)

Чемпіонат світу з футболу 2022 (кваліфікаційний раунд, УЄФА)

Європейська частина кваліфікації чемпіонату світу ФІФА 2022 — відбірковий турнір до чемпіонату світу 2022 у Катарі для збірних-членів УЄФА. З кваліфікації УЄФА до фінального турніру потрапили 13 команд.

## Учасники
Усі 55 збірних УЄФА потрапили до кваліфікації. 9 грудня 2019 Всесвітнє антидопінгове агентство дискваліфікувало Росію від участі у великих спортивних змагань на 4 роки після того, як РУСАДА (Російське антидопінгове агентство) проводило маніпуляції з допінг-пробами російських спортсменів. Але оскільки дискваліфікація поширюється тільки на фінальний турнір, Росія досі може брати участь у відборі. В залежності від рішення ФІФА, Росія може мати змогу змагатися у Чемпіонаті світу, якщо пройдуть кваліфікацію, але без використання російського прапору та гімну. Рішення було оскаржене у спортивному арбітражному суді, остаточне рішення якого очікується наприкінці 2020.

## Формат
Формат кваліфікації було затверджено Виконавчим комітетом УЄФА під час засідання у Ньйоні 4 грудня 2019. Результат Ліги націй 2020-21 вплине на кваліфікаційний процес, хоч і в меншій мірі, ніж на Євро-2020. Структура відбору залишається типовою структурою УЄФА - груповий етап/плей-оф - з невеликими змінами до формату плей-оф.
- Перший раунд (груповий етап): 10 груп по 5 чи 6 команд. Переможець кожної групи потрапляє на чемпіонат світу. 4 команди, що потрапили до Фіналу чотирьох Ліги націй УЄФА 2021 (Бельгія, Іспанія, Італія та Франція) потраплять до менших груп (по 5 команд).
- Другий раунд (плей-оф): 10 команд, які посіли 2-е місце в своїй групі, разом із 2-ма найкращими переможцями груп Ліги націй на основі загального рейтингу Ліги націй, які посіли в груповому етапі кваліфікації місця нижче 2-го. 12 команд будуть розділені на три шляхи плей-оф, які складатимуться з одноматчевих півфіналів та фіналів (господар визначається жеребкуванням). Переможець кожного шляху проходить на чемпіонат світу.

Також Виконавчим комітетом УЄФА затверджено використання системи VAR для відбору.

## Розклад
В березні 2020 УЄФА оголосило, що два тури, заплановані на червень 2021, будуть проведені в інші дні через перенесення Євро-2020 на червень та липень 2021 через пандемію COVID-19. Задля того, щоб завершити груповий етап кваліфікації у листопаді 2021, як і було заплановано, УЄФА заявили 24 вересня 2020 року, що березневе та вересневе вікно у міжнародному календарі матчів ФІФА 2021 буде розширено від 2-х до 3-х турів. Зміни до міжнародного календаря матчів на березень та вересень 2021 року, які збільшили кожне вікно на 1 день, були затверджені Радою ФІФА 4 грудня 2020 року.
| Етап                         | Тур       | Дати                 |
| ---------------------------- | --------- | -------------------- |
| Перший раунд (груповий етап) | Тур 1     | 24–25 березня 2021   |
| Перший раунд (груповий етап) | Тур 2     | 27–28 березня 2021   |
| Перший раунд (груповий етап) | Тур 3     | 30–31 березня 2021   |
| Перший раунд (груповий етап) | Тур 4     | 1–2 вересня 2021     |
| Перший раунд (груповий етап) | Тур 5     | 4–5 вересня 2021     |
| Перший раунд (груповий етап) | Тур 6     | 7–8 вересня 2021     |
| Перший раунд (груповий етап) | Тур 7     | 8–9 жовтня 2021      |
| Перший раунд (груповий етап) | Тур 8     | 11–12 жовтня 2021    |
| Перший раунд (груповий етап) | Тур 9     | 11–13 листопада 2021 |
| Перший раунд (груповий етап) | Тур 10    | 14–16 листопада 2021 |
| Другий раунд (плей-оф)       | Півфінали | 24–25 березня 2022   |
| Другий раунд (плей-оф)       | Фінали    | 28–29 березня 2022   |

Оригінальний розклад групового етапу кваліфікації, як було заплановано до пандемії:
| Тур    | Дати                 |
| ------ | -------------------- |
| Тур 1  | 25–27 березня 2021   |
| Тур 2  | 28–30 березня 2021   |
| Тур 3  | 4–5 червня 2021      |
| Тур 4  | 7–8 червня 2021      |
| Тур 5  | 2–4 вересня 2021     |
| Тур 6  | 5–7 вересня 2021     |
| Тур 7  | 7–9 жовтня 2021      |
| Тур 8  | 10–12 жовтня 2021    |
| Тур 9  | 11–13 листопада 2021 |
| Тур 10 | 14–16 листопада 2021 |

## Перший раунд

### Жеребкування
Жеребкування першого раунду (груповий етап) відбулося в Цюриху 7 грудня 2020, об 19:00 EET (UTC+2). Але через пандемію COVID-19 жеребкування було проведено як віртуальна подія — без представників жодної з асоціацій. Жеребкування було попередньо заплановано на 29 листопада. 18 червня 2020, Виконавчий комітет УЄФА затвердили регламент кваліфікаційного групового етапу. Колишні футболісти Данієле Де Россі та Рафаел ван дер Варт тягнули кульки з назвами команд з кошиків під час жеребкування.
55 команд були поділені для жеребкування на 6 кошиків відповідно до Рейтингу ФІФА від листопада 2020 після завершення групового етапу Ліги націй УЄФА 2020—2021. Кошики з 1 по 5 містять 10 команд, а кошик 6 — 5 команд. Команди будуть розподілені на 10 груп: 5 груп по 5 команд (групи A–E) та 5 груп по 6 команд (групи F–J). Жеребкування починається з кошику 1 і закінчується кошиком 6. З кожного кошику витягається по одній команді, яка потрапляє до першої доступної групи в алфавітному порядку. Таким чином до кожної групи з 6 команд потрапляють команди з усіх шести кошиків, а до груп з 5 команд — тільки з перших п'яти кошиків.
Наступні обмеження були застосовані за допомогою комп'ютера:
- Фіналісти Ліги націй: 4 команди-учасника Фіналу чотирьох Ліги націй УЄФА 2021 (Бельгія, Іспанія, Італія та Франція) потраплять до груп, що складаються з 5 команд (групи A–E).
- Заборонені зустрічі: З політичних причин матчі між наступними парами команд вважаються забороненими і вказані пари не можуть потрапити до однієї групи: Косово / Боснія і Герцеговина, Косово / Сербія, Косово / Росія, Росія / Україна. (Вірменія / Азербайджан та Гібралтар / Іспанія також є забороненими парами, але Вірменія та Азербайджан потрапили до одного кошику, тому не можуть потрапити до однієї групи, а Гібралтар та Іспанія через обмеження мають потрапити до груп з різною кількістю команд.)
- Сувора зима: До кожної групи може потрапити не більше 2-х команд, домашні матчі яких проходять у місцях, які мають високий або середній ризик суворих зимових умов: Білорусь, Естонія, Ісландія, Латвія, Литва, Норвегія, Росія, Україна, Фарерські острови, Фінляндія.
  - Два учасники «із суворою зимою» (Фарерські острови та Ісландія) взагалі не можуть приймати матчі у березні чи листопаді та через це не можуть потрапити до однієї групи; решта будуть проводити якомога меншу кількість домашніх матчів у березні та листопаді.
- Надмірна тривалість подорожей: До кожної групи може потрапити не більше 1-ї пари команд з надмірною тривалістю подорожі:
  - Азербайджан: до/з Ісландії, Гібралтару, Португалії.
  - Ісландія: до/з Вірменії, Кіпру, Грузії, Ізраїлю.
  - Казахстан: до/з Англії, Гібралтару, Ірландії, Ісландії, Іспанії, Мальти, Північної Ірландії, Португалії, Уельсу, Франції, Шотландії. (Андорра та Фарерські острови також були визначені як команди, що мають надмірну тривалість подорожі до/з Казахстану, але знаходяться в одному кошику з ними.)

Команди були розбиті на кошики наступним чином (Рейтинг ФІФА за листопад 2020 вказано в 2-й колонці).
| Команда    | Рейт. |
| ---------- | ----- |
| Бельгія    | 1     |
| Франція    | 2     |
| Англія     | 4     |
| Португалія | 5     |
| Іспанія    | 6     |
| Італія     | 10    |
| Хорватія   | 11    |
| Данія      | 12    |
| Німеччина  | 13    |
| Нідерланди | 14    |

| Команда    | Рейт. |
| ---------- | ----- |
| Швейцарія  | 16    |
| Уельс      | 18    |
| Польща     | 19    |
| Швеція     | 20    |
| Австрія    | 23    |
| Україна    | 24    |
| Сербія     | 30    |
| Туреччина  | 32    |
| Словаччина | 33    |
| Румунія    | 37    |

| Команда           | Рейт. |
| ----------------- | ----- |
| Росія             | 39    |
| Угорщина          | 40    |
| Ірландія          | 42    |
| Чехія             | 42    |
| Норвегія          | 44    |
| Північна Ірландія | 45    |
| Ісландія          | 46    |
| Шотландія         | 48    |
| Греція            | 53    |
| Фінляндія         | 54    |

| Команда              | Рейт. |
| -------------------- | ----- |
| Боснія і Герцеговина | 55    |
| Словенія             | 62    |
| Чорногорія           | 63    |
| Північна Македонія   | 65    |
| Албанія              | 66    |
| Болгарія             | 68    |
| Ізраїль              | 87    |
| Білорусь             | 88    |
| Грузія               | 89    |
| Люксембург           | 98    |

| Команда           | Рейт. |
| ----------------- | ----- |
| Вірменія          | 99    |
| Кіпр              | 100   |
| Фарерські острови | 107   |
| Азербайджан       | 109   |
| Естонія           | 109   |
| Косово            | 117   |
| Казахстан         | 122   |
| Литва             | 129   |
| Латвія            | 136   |
| Андорра           | 151   |

| Команда     | Рейт. |
| ----------- | ----- |
| Мальта      | 176   |
| Молдова     | 177   |
| Ліхтенштейн | 181   |
| Гібралтар   | 195   |
| Сан-Марино  | 210   |

### Підсумок
| Група A     | Група B | Група C           | Група D              | Група E  | Група F           | Група G    | Група H    | Група I    | Група J            |
| ----------- | ------- | ----------------- | -------------------- | -------- | ----------------- | ---------- | ---------- | ---------- | ------------------ |
| Сербія      | Іспанія | Швейцарія         | Франція              | Бельгія  | Данія             | Нідерланди | Хорватія   | Англія     | Німеччина          |
| Португалія  | Швеція  | Італія            | Україна              | Уельс    | Шотландія         | Туреччина  | Росія      | Польща     | Північна Македонія |
| Ірландія    | Греція  | Північна Ірландія | Фінляндія            | Чехія    | Ізраїль           | Норвегія   | Словаччина | Албанія    | Румунія            |
| Люксембург  | Грузія  | Болгарія          | Боснія і Герцеговина | Естонія  | Австрія           | Чорногорія | Словенія   | Угорщина   | Вірменія           |
| Азербайджан | Косово  | Литва             | Казахстан            | Білорусь | Фарерські острови | Латвія     | Кіпр       | Андорра    | Ісландія           |
|             |         |                   |                      |          | Молдова           | Гібралтар  | Мальта     | Сан-Марино | Ліхтенштейн        |

### Групи

#### Група A
| Поз | Команда     | І | В | Н | П | ГЗ | ГП | РГ  | О  | Кваліфікація                          |     | Сербія | Португалія | Республіка Ірландія | Люксембург | Азербайджан |
| --- | ----------- | - | - | - | - | -- | -- | --- | -- | ------------------------------------- | --- | ------ | ---------- | ------------------- | ---------- | ----------- |
| 1   | Сербія      | 8 | 6 | 2 | 0 | 18 | 9  | +9  | 20 | Кваліфікація до Чемпіонату світу 2022 |     | —      | 2:2        | 3:2                 | 4:1        | 3:1         |
| 2   | Португалія  | 8 | 5 | 2 | 1 | 17 | 6  | +11 | 17 | Проходять до плей-оф                  |     | 1:2    | —          | 2:1                 | 5:0        | 1:0         |
| 3   | Ірландія    | 8 | 2 | 3 | 3 | 11 | 8  | +3  | 9  |                                       |     | 1:1    | 0:0        | —                   | 0:1        | 1:1         |
| 4   | Люксембург  | 8 | 3 | 0 | 5 | 8  | 18 | −10 | 9  |                                       | 0:1 | 1:3    | 0:3        | —                   | 2:1        |             |
| 5   | Азербайджан | 8 | 0 | 1 | 7 | 5  | 18 | −13 | 1  |                                       | 1:2 | 0:3    | 0:3        | 1:3                 | —          |             |

#### Група B
| Поз | Команда | І | В | Н | П | ГЗ | ГП | РГ  | О  | Кваліфікація                          |     | Іспанія | Швеція | Греція | Грузія | Республіка Косово |
| --- | ------- | - | - | - | - | -- | -- | --- | -- | ------------------------------------- | --- | ------- | ------ | ------ | ------ | ----------------- |
| 1   | Іспанія | 8 | 6 | 1 | 1 | 15 | 5  | +10 | 19 | Кваліфікація до Чемпіонату світу 2022 |     | —       | 1:0    | 1:1    | 4:0    | 3:1               |
| 2   | Швеція  | 8 | 5 | 0 | 3 | 12 | 6  | +6  | 15 | Проходять до плей-оф                  |     | 2:1     | —      | 2:0    | 1:0    | 3:0               |
| 3   | Греція  | 8 | 2 | 4 | 2 | 8  | 8  | 0   | 10 |                                       |     | 0:1     | 2:1    | —      | 1:1    | 1:1               |
| 4   | Грузія  | 8 | 2 | 1 | 5 | 6  | 12 | −6  | 7  |                                       | 1:2 | 2:0     | 0:2    | —      | 0:1    |                   |
| 5   | Косово  | 8 | 1 | 2 | 5 | 5  | 15 | −10 | 5  |                                       | 0:2 | 0:3     | 1:1    | 1:2    | —      |                   |

#### Група C
| Поз | Команда           | І | В | Н | П | ГЗ | ГП | РГ  | О  | Кваліфікація                          |     | Швейцарія | Італія | Північна Ірландія | Болгарія | Литва |
| --- | ----------------- | - | - | - | - | -- | -- | --- | -- | ------------------------------------- | --- | --------- | ------ | ----------------- | -------- | ----- |
| 1   | Швейцарія         | 8 | 5 | 3 | 0 | 15 | 2  | +13 | 18 | Кваліфікація до Чемпіонату світу 2022 |     | —         | 0:0    | 2:0               | 4:0      | 1:0   |
| 2   | Італія            | 8 | 4 | 4 | 0 | 13 | 2  | +11 | 16 | Проходять до плей-оф                  |     | 1:1       | —      | 2:0               | 1:1      | 5:0   |
| 3   | Північна Ірландія | 8 | 2 | 3 | 3 | 6  | 7  | −1  | 9  |                                       |     | 0:0       | 0:0    | —                 | 0:0      | 1:0   |
| 4   | Болгарія          | 8 | 2 | 2 | 4 | 6  | 14 | −8  | 8  |                                       | 1:3 | 0:2       | 2:1    | —                 | 1:0      |       |
| 5   | Литва             | 8 | 1 | 0 | 7 | 4  | 19 | −15 | 3  |                                       | 0:4 | 0:2       | 1:4    | 3:1               | —        |       |

#### Група D
| Поз | Команда              | І | В | Н | П | ГЗ | ГП | РГ  | О  | Кваліфікація                          |     | Франція | Україна | Фінляндія | Боснія і Герцеговина | Казахстан |
| --- | -------------------- | - | - | - | - | -- | -- | --- | -- | ------------------------------------- | --- | ------- | ------- | --------- | -------------------- | --------- |
| 1   | Франція              | 8 | 5 | 3 | 0 | 18 | 3  | +15 | 18 | Кваліфікація до Чемпіонату світу 2022 |     | —       | 1:1     | 2:0       | 1:1                  | 8:0       |
| 2   | Україна              | 8 | 2 | 6 | 0 | 11 | 8  | +3  | 12 | Проходять до плей-оф                  |     | 1:1     | —       | 1:1       | 1:1                  | 1:1       |
| 3   | Фінляндія            | 8 | 3 | 2 | 3 | 10 | 10 | 0   | 11 |                                       |     | 0:2     | 1:2     | —         | 2:2                  | 1:0       |
| 4   | Боснія і Герцеговина | 8 | 1 | 4 | 3 | 9  | 12 | −3  | 7  |                                       | 0:1 | 0:2     | 1:3     | —         | 2:2                  |           |
| 5   | Казахстан            | 8 | 0 | 3 | 5 | 5  | 20 | −15 | 3  |                                       | 0:2 | 2:2     | 0:2     | 0:2       | —                    |           |

#### Група E
| Поз | Команда  | І | В | Н | П | ГЗ | ГП | РГ  | О  | Кваліфікація                          |     | Бельгія | Уельс | Чехія | Естонія | Білорусь |
| --- | -------- | - | - | - | - | -- | -- | --- | -- | ------------------------------------- | --- | ------- | ----- | ----- | ------- | -------- |
| 1   | Бельгія  | 8 | 6 | 2 | 0 | 25 | 6  | +19 | 20 | Кваліфікація до Чемпіонату світу 2022 |     | —       | 3:1   | 3:0   | 3:1     | 8:0      |
| 2   | Уельс    | 8 | 4 | 3 | 1 | 14 | 9  | +5  | 15 | Проходять до плей-оф                  |     | 1:1     | —     | 1:0   | 0:0     | 5:1      |
| 3   | Чехія    | 8 | 4 | 2 | 2 | 14 | 9  | +5  | 14 | Проходять до плей-оф через Лігу націй |     | 1:1     | 2:2   | —     | 2:0     | 1:0      |
| 4   | Естонія  | 8 | 1 | 1 | 6 | 9  | 21 | −12 | 4  |                                       |     | 2:5     | 0:1   | 2:6   | —       | 2:0      |
| 5   | Білорусь | 8 | 1 | 0 | 7 | 7  | 24 | −17 | 3  |                                       | 0:1 | 2:3     | 0:2   | 4:2   | —       |          |

#### Група F
| Поз | Команда           | І  | В | Н | П | ГЗ | ГП | РГ  | О  | Кваліфікація                          |     | Данія | Шотландія | Ізраїль | Австрія | Фарерські острови | Молдова |
| --- | ----------------- | -- | - | - | - | -- | -- | --- | -- | ------------------------------------- | --- | ----- | --------- | ------- | ------- | ----------------- | ------- |
| 1   | Данія             | 10 | 9 | 0 | 1 | 30 | 3  | +27 | 27 | Кваліфікація до Чемпіонату світу 2022 |     | —     | 2:0       | 5:0     | 1:0     | 3:1               | 8:0     |
| 2   | Шотландія         | 10 | 7 | 2 | 1 | 17 | 7  | +10 | 23 | Проходять до плей-оф                  |     | 2:0   | —         | 3:2     | 2:2     | 4:0               | 1:0     |
| 3   | Ізраїль           | 10 | 5 | 1 | 4 | 23 | 21 | +2  | 16 |                                       |     | 0:2   | 1:1       | —       | 5:2     | 3:2               | 2:1     |
| 4   | Австрія           | 10 | 5 | 1 | 4 | 19 | 17 | +2  | 16 | Проходять до плей-оф через Лігу націй |     | 0:4   | 0:1       | 4:2     | —       | 3:1               | 4:1     |
| 5   | Фарерські острови | 10 | 1 | 1 | 8 | 7  | 23 | −16 | 4  |                                       |     | 0:1   | 0:1       | 0:4     | 0:2     | —                 | 2:1     |
| 6   | Молдова           | 10 | 0 | 1 | 9 | 5  | 30 | −25 | 1  |                                       | 0:4 | 0:2   | 1:4       | 0:2     | 1:1     | —                 |         |

#### Група G
| Поз | Команда    | І  | В | Н | П  | ГЗ | ГП | РГ  | О  | Кваліфікація                          |     | Нідерланди | Туреччина | Норвегія | Чорногорія | Латвія | Гібралтар |
| --- | ---------- | -- | - | - | -- | -- | -- | --- | -- | ------------------------------------- | --- | ---------- | --------- | -------- | ---------- | ------ | --------- |
| 1   | Нідерланди | 10 | 7 | 2 | 1  | 33 | 8  | +25 | 23 | Кваліфікація до Чемпіонату світу 2022 |     | —          | 6:1       | 2:0      | 4:0        | 2:0    | 6:0       |
| 2   | Туреччина  | 10 | 6 | 3 | 1  | 27 | 16 | +11 | 21 | Проходять до плей-оф                  |     | 4:2        | —         | 1:1      | 2:2        | 3:3    | 6:0       |
| 3   | Норвегія   | 10 | 5 | 3 | 2  | 15 | 8  | +7  | 18 |                                       |     | 1:1        | 0:3       | —        | 2:0        | 0:0    | 5:1       |
| 4   | Чорногорія | 10 | 3 | 3 | 4  | 14 | 15 | −1  | 12 |                                       | 2:2 | 1:2        | 0:1       | —        | 0:0        | 4:1    |           |
| 5   | Латвія     | 10 | 2 | 3 | 5  | 11 | 14 | −3  | 9  |                                       | 0:1 | 1:2        | 0:2       | 1:2      | —          | 3:1    |           |
| 6   | Гібралтар  | 10 | 0 | 0 | 10 | 4  | 43 | −39 | 0  |                                       | 0:7 | 0:3        | 0:3       | 0:3      | 1:3        | —      |           |

#### Група H
| Поз | Команда    | І  | В | Н | П | ГЗ | ГП | РГ  | О  | Кваліфікація                               |     | Хорватія | Росія | Словаччина | Словенія | Мальта | Кіпр |
| --- | ---------- | -- | - | - | - | -- | -- | --- | -- | ------------------------------------------ | --- | -------- | ----- | ---------- | -------- | ------ | ---- |
| 1   | Хорватія   | 10 | 7 | 2 | 1 | 21 | 4  | +17 | 23 | Кваліфікація до Чемпіонату світу 2022      |     | —        | 1:0   | 2:2        | 3:0      | 3:0    | 1:0  |
| 2   | Росія      | 10 | 7 | 1 | 2 | 19 | 6  | +13 | 22 | Пройшли до плей-оф, пізніше були виключені |     | 0:0      | —     | 1:0        | 2:1      | 2:0    | 6:0  |
| 3   | Словаччина | 10 | 3 | 5 | 2 | 17 | 10 | +7  | 14 |                                            |     | 0:1      | 2:1   | —          | 2:2      | 2:2    | 2:0  |
| 4   | Словенія   | 10 | 4 | 2 | 4 | 13 | 12 | +1  | 14 |                                            | 1:0 | 1:2      | 1:1   | —          | 1:0      | 2:1    |      |
| 5   | Мальта     | 10 | 1 | 2 | 7 | 9  | 30 | −21 | 5  |                                            | 1:7 | 1:3      | 0:6   | 0:4        | —        | 3:0    |      |
| 6   | Кіпр       | 10 | 1 | 2 | 7 | 4  | 21 | −17 | 5  |                                            | 0:3 | 0:2      | 0:0   | 1:0        | 2:2      | —      |      |

1. ↑  28 лютого 2022 ФІФА виключила росію через вторгнення Росії в Україну.[20]

#### Група I
| Поз | Команда    | І  | В | Н | П  | ГЗ | ГП | РГ  | О  | Кваліфікація                          |      | Англія | Польща | Албанія | Угорщина | Андорра | Сан-Марино |
| --- | ---------- | -- | - | - | -- | -- | -- | --- | -- | ------------------------------------- | ---- | ------ | ------ | ------- | -------- | ------- | ---------- |
| 1   | Англія     | 10 | 8 | 2 | 0  | 39 | 3  | +36 | 26 | Кваліфікація до Чемпіонату світу 2022 |      | —      | 2:1    | 5:0     | 1:1      | 4:0     | 5:0        |
| 2   | Польща     | 10 | 6 | 2 | 2  | 30 | 11 | +19 | 20 | Проходять до плей-оф                  |      | 1:1    | —      | 4:1     | 1:2      | 3:0     | 5:0        |
| 3   | Албанія    | 10 | 6 | 0 | 4  | 12 | 12 | 0   | 18 |                                       |      | 0:2    | 0:1    | —       | 1:0      | 1:0     | 5:0        |
| 4   | Угорщина   | 10 | 5 | 2 | 3  | 19 | 13 | +6  | 17 |                                       | 0:4  | 3:3    | 0:1    | —       | 2:1      | 4:0     |            |
| 5   | Андорра    | 10 | 2 | 0 | 8  | 8  | 24 | −16 | 6  |                                       | 0:5  | 1:4    | 0:1    | 1:4     | —        | 2:0     |            |
| 6   | Сан-Марино | 10 | 0 | 0 | 10 | 1  | 46 | −45 | 0  |                                       | 0:10 | 1:7    | 0:2    | 0:3     | 0:3      | —       |            |

#### Група J
| Поз | Команда            | І  | В | Н | П | ГЗ | ГП | РГ  | О  | Кваліфікація                          |     | Німеччина | Північна Македонія | Румунія | Вірменія | Ісландія | Ліхтенштейн |
| --- | ------------------ | -- | - | - | - | -- | -- | --- | -- | ------------------------------------- | --- | --------- | ------------------ | ------- | -------- | -------- | ----------- |
| 1   | Німеччина          | 10 | 9 | 0 | 1 | 36 | 4  | +32 | 27 | Кваліфікація до Чемпіонату світу 2022 |     | —         | 1:2                | 2:1     | 6:0      | 3:0      | 9:0         |
| 2   | Північна Македонія | 10 | 5 | 3 | 2 | 23 | 11 | +12 | 18 | Проходять до плей-оф                  |     | 0:4       | —                  | 0:0     | 0:0      | 3:1      | 5:0         |
| 3   | Румунія            | 10 | 5 | 2 | 3 | 13 | 8  | +5  | 17 |                                       |     | 0:1       | 3:2                | —       | 1:0      | 0:0      | 2:0         |
| 4   | Вірменія           | 10 | 3 | 3 | 4 | 9  | 20 | −11 | 12 |                                       | 1:4 | 0:5       | 3:2                | —       | 2:0      | 1:1      |             |
| 5   | Ісландія           | 10 | 2 | 3 | 5 | 12 | 18 | −6  | 9  |                                       | 0:4 | 2:2       | 0:2                | 1:1     | —        | 4:0      |             |
| 6   | Ліхтенштейн        | 10 | 0 | 1 | 9 | 2  | 34 | −32 | 1  |                                       | 0:2 | 0:4       | 0:2                | 0:1     | 1:4      | —        |             |

## Другий раунд
У другому раунді (плей-оф) будуть змагатися 12 команд, 10 з яких посіли 2 місце в груповому етапі та 2 найкращих переможці груп Ліги націй згідно із загальним рейтингом Ліги націй, які не посіли перші два місця в груповому етапі кваліфікації. Учасники будуть розділені на три окремих шляхи плей-оф, в кожному з яких будуть зіграні два одноматчевих півфінали та один одноматчевий фінал. У півфіналах 6 найкращих команд серед 2-х місць будуть господарями, а господар фінального матчу визначатиметься жеребкуванням. Півфінальні матчі заплановані на 24–25 березня, а фінальні — 28–29 березня 2022 року. Переможці кожного шляху кваліфікуються до чемпіонату світу.

### Учасники

#### Другі місця
| Рейт | Груп | Команда            | І | В | Н | П | ГЗ | ГП | РГ  | О  | Посів                             |
| ---- | ---- | ------------------ | - | - | - | - | -- | -- | --- | -- | --------------------------------- |
| 1    | A    | Португалія         | 8 | 5 | 2 | 1 | 17 | 6  | +11 | 17 | Сіяні у жеребкуванні півфіналів   |
| 2    | F    | Шотландія          | 8 | 5 | 2 | 1 | 14 | 7  | +7  | 17 | Сіяні у жеребкуванні півфіналів   |
| 3    | C    | Італія             | 8 | 4 | 4 | 0 | 13 | 2  | +11 | 16 | Сіяні у жеребкуванні півфіналів   |
| 4    | H    | Росія              | 8 | 5 | 1 | 2 | 11 | 6  | +5  | 16 | Сіяні у жеребкуванні півфіналів   |
| 5    | B    | Швеція             | 8 | 5 | 0 | 3 | 12 | 6  | +6  | 15 | Сіяні у жеребкуванні півфіналів   |
| 6    | E    | Уельс              | 8 | 4 | 3 | 1 | 14 | 9  | +5  | 15 | Сіяні у жеребкуванні півфіналів   |
| 7    | G    | Туреччина          | 8 | 4 | 3 | 1 | 18 | 16 | +2  | 15 | Несіяні у жеребкуванні півфіналів |
| 8    | I    | Польща             | 8 | 4 | 2 | 2 | 18 | 10 | +8  | 14 | Несіяні у жеребкуванні півфіналів |
| 9    | J    | Північна Македонія | 8 | 3 | 3 | 2 | 14 | 11 | +3  | 12 | Несіяні у жеребкуванні півфіналів |
| 10   | D    | Україна            | 8 | 2 | 6 | 0 | 11 | 8  | +3  | 12 | Несіяні у жеребкуванні півфіналів |

#### Переможці груп Ліги націй
| Ліга | Рейт | Переможці груп    | Група у кваліфікації |
| ---- | ---- | ----------------- | -------------------- |
| A    | 1    | Франція           | D                    |
| A    | 2    | Іспанія           | B                    |
| A    | 3    | Італія            | C                    |
| A    | 4    | Бельгія           | E                    |
| B    | 17   | Уельс             | E                    |
| B    | 18   | Австрія           | F                    |
| B    | 19   | Чехія             | E                    |
| B    | 20   | Угорщина          | I                    |
| C    | 33   | Словенія          | H                    |
| C    | 34   | Чорногорія        | G                    |
| C    | 35   | Албанія           | I                    |
| C    | 36   | Вірменія          | J                    |
| D    | 49   | Гібралтар         | G                    |
| D    | 50   | Фарерські острови | F                    |

Легенда
- Команда пройшла до Чемпіонату світу напряму
- Команда потрапила до плей-оф як 2-е місце групи
- Команда потрапляє до плей-оф через Лігу націй

### Шлях A
| Команда 1 | Рахунок | Команда 2 |
| --------- | ------- | --------- |
| Півфінали |         |           |
| Уельс     | 2:1     | Австрія   |
| Шотландія | 1:3     | Україна   |
| Фінал     |         |           |
| Уельс     | 1:0     | Україна   |

### Шлях B
| Команда 1 | Рахунок   | Команда 2 |
| --------- | --------- | --------- |
| Півфінали |           |           |
| Росія     | скас. –:+ | Польща    |
| Швеція    | 1:0 (дч)  | Чехія     |
| Фінал     |           |           |
| Польща    | 2:0       | Швеція    |

### Шлях C
| Команда 1  | Рахунок | Команда 2          |
| ---------- | ------- | ------------------ |
| Півфінали  |         |                    |
| Італія     | 0:1     | Північна Македонія |
| Португалія | 3:1     | Туреччина          |
| Фінал      |         |                    |
| Португалія | 2:0     | Північна Македонія |

## Команди, що кваліфікувалися

Статус збірних УЄФА у кваліфікації Чемпіонату світу 2022:
Кваліфікувалися до Чемпіонату світу
Можуть кваліфікуватися
Вибули
Не член УЄФА

Наступні команди кваліфікувалися до участі у фінальному турнірі. Усього 13 команд будуть кваліфіковані.
| Команда    | Кваліфіковані як                | Дата кваліфікації | Попередні появи на турнірі1 |
| ---------- | ------------------------------- | ----------------- | --- |
| Німеччина  | Переможець групи J УЄФА         | 11 жовтня 2021    | 19 (1934, 1938, 19542, 19582, 19622, 19662, 19702, 19742, 19782, 19822, 19862, 19902, 1994, 1998, 2002, 2006, 2010, 2014, 2018) |
| Данія      | Переможець групи F УЄФА         | 12 жовтня 2021    | 5 (1986, 2002, 2006, 2010, 2018)                                                                                                |
| Бельгія    | Переможець групи E УЄФА         | 13 листопада 2021 | 13 (1930, 1934, 1938, 1954, 1970, 1982, 1986, 1990, 1994, 1998, 2002, 2014, 2018)                                               |
| Франція    | Переможець групи D УЄФА         | 13 листопада 2021 | 15 (1930, 1934, 1938, 1954, 1958, 1966, 1978, 1982, 1986, 1998, 2002, 2006, 2010, 2014, 2018)                                   |
| Хорватія   | Переможець групи H УЄФА         | 14 листопада 2021 | 5 (1998, 2002, 2006, 2014, 2018)                                                                                                |
| Іспанія    | Переможець групи B УЄФА         | 14 листопада 2021 | 15 (1934, 1950, 1962, 1966, 1978, 1982, 1986, 1990, 1994, 1998, 2002, 2006, 2010, 2014, 2018)                                   |
| Сербія     | Переможець групи A УЄФА         | 14 листопада 2021 | 2 (2010, 2018)3 |
| Англія     | Переможець групи I УЄФА         | 15 листопада 2021 | 15 (1950, 1954, 1958, 1962, 1966, 1970, 1982, 1986, 1990, 1998, 2002, 2006, 2010, 2014, 2018)                                   |
| Швейцарія  | Переможець групи C УЄФА         | 15 листопада 2021 | 11 (1934, 1938, 1950, 1954, 1962, 1966, 1994, 2006, 2010, 2014, 2018)                                                           |
| Нідерланди | Переможець групи G УЄФА         | 16 листопада 2021 | 10 (1934, 1938, 1974, 1978, 1990, 1994, 1998, 2006, 2010, 2014)                                                                 |
| Португалія | Переможець стикових матчів УЄФА | 29 березня 2022   | 7 (1966, 1986, 2002, 2006, 2010, 2014, 2018)                                                                                    |
| Польща     | Переможець стикових матчів УЄФА | 29 березня 2022   | 8 (1938, 1974, 1978, 1982, 1986, 2002, 2006, 2018)                                                                              |
| Уельс      | Переможець стикових матчів УЄФА | 5 червня 2022     | 1 (1958) |

1 Жирним відмічено турніри, в яких команда була переможцем. Курсивом відмічено турніри, в яких команда була господарем.
2 Брали участь як Західна Німеччина. Окрема команда Східної Німеччини також брала участь у кваліфікації в цей період, проте потрапила до фінальної частини лише у 1974.
3 До 1941 грали у складі королівства Югославія, до 1992 — у складі СФР Югославія, до 2003 — СР Югославія та до 2006 — Сербії та Чорногорії.

## Позначки
1. ↑  Через вторгнення Росії в Україну Росію виключили з кваліфікації[23], а Польща отримали автоматичну перемогу та пройшли до фіналу шляху A[24].